# Concepción (čileanska provincija)
Concepción je provincija u Čileu, u regiji Biobío. Glavni grad provincije je Concepción. 

## Stanovništvo
Po procjenama iz 2002., ima površinu od 3.439,3 km². Gustoća naseljenosti je 265,45 stanovnika/km². S populacijom od 912.889 stanovnika (470.936 žena i 441.953 muškaraca, prema popisu stanovništva iz 2002), grad Concepción je dom za 11,4% stanovništva regije Biobío,  3,6% stanovništva živi u ruralnom a 96,4% u urbanom području.

## Također pogledajte
- Veliki Concepción
- Florida
- Santa Juana

## Vanjske poveznice
- Službene stranice (šp.)

### Ostali projekti
|  | Zajednički poslužitelj ima još gradiva o temi Concepción (čileanska provincija) |